# Biblioteca Classense

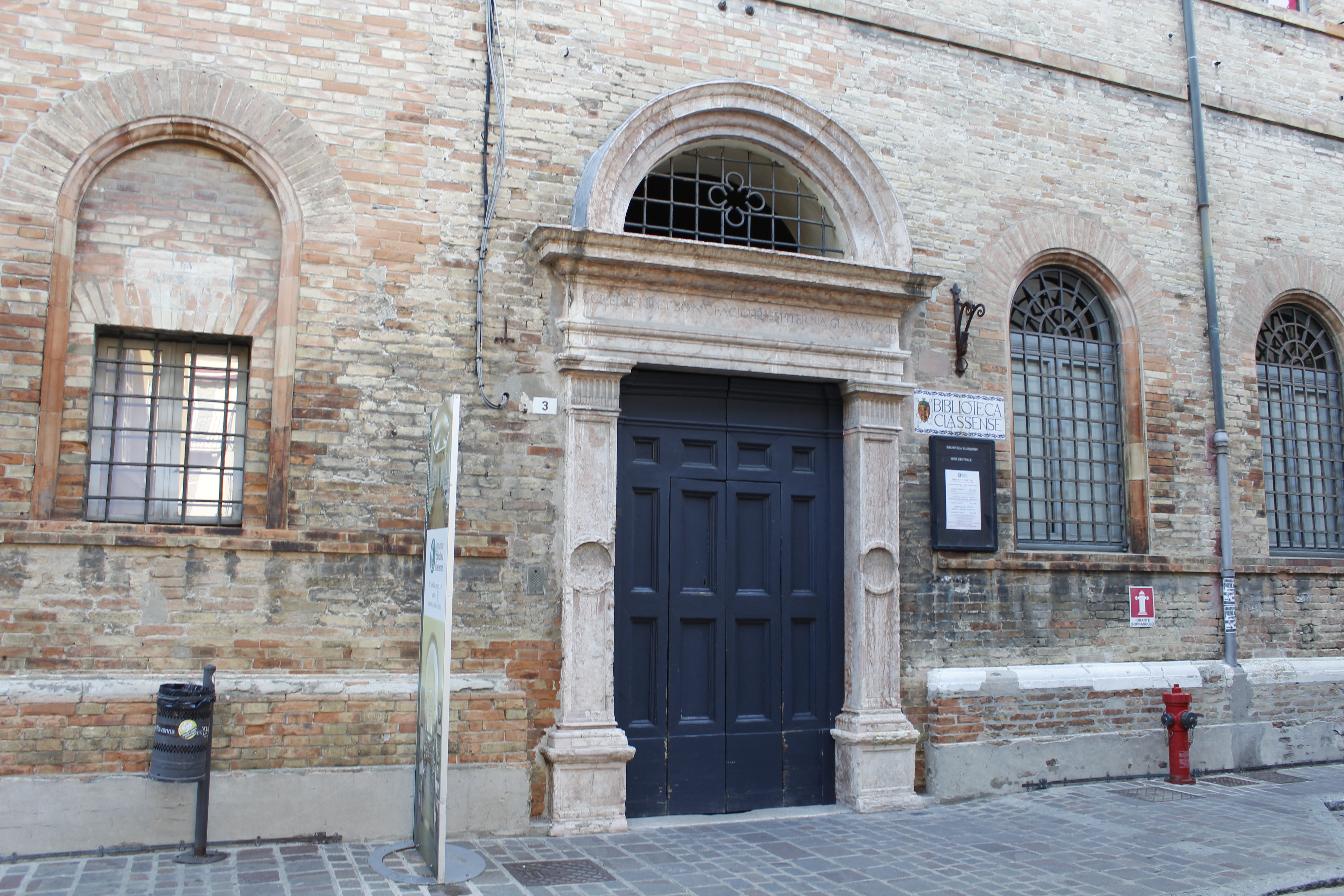
Eingang

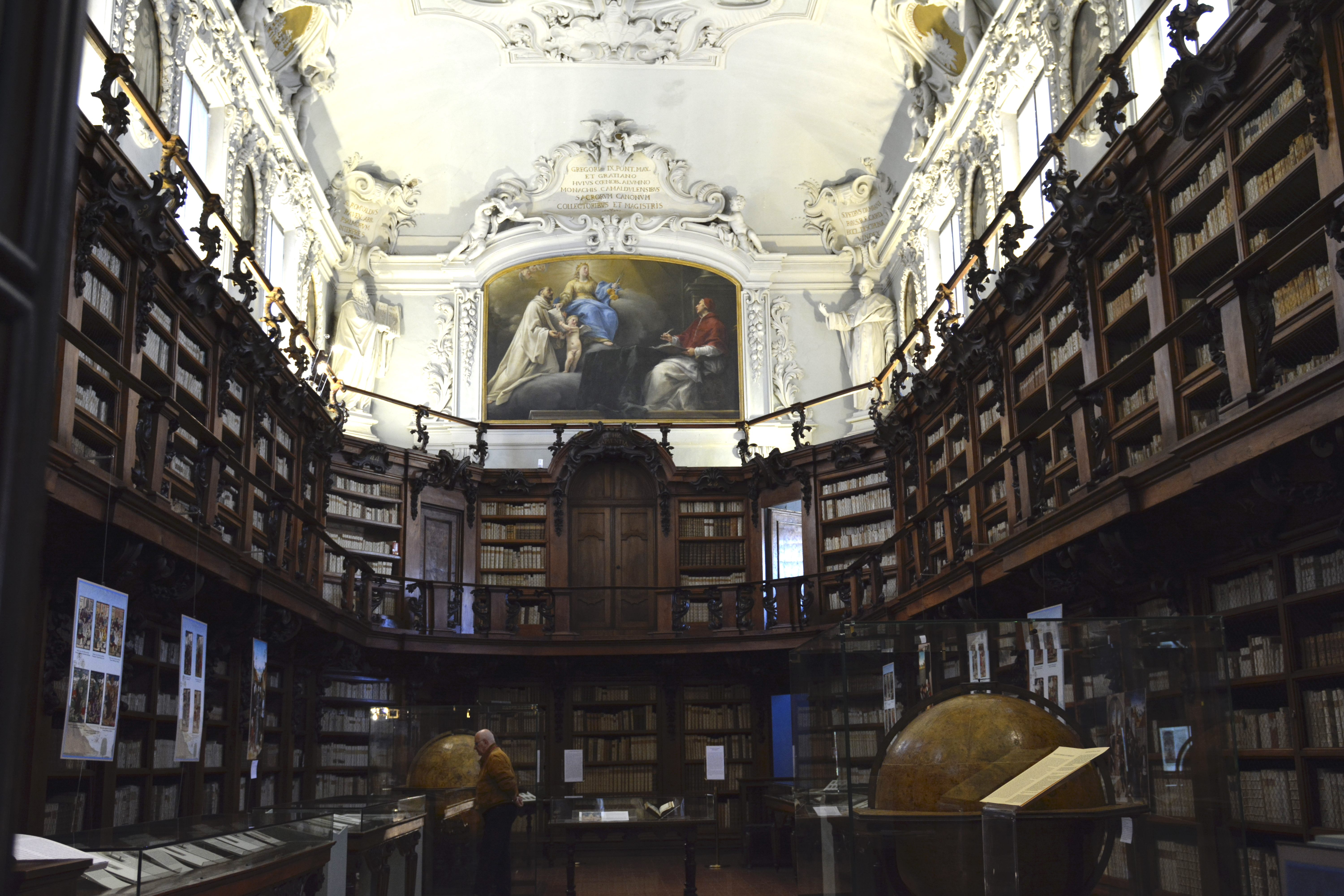
Der Große Lesesaal der Bibliothek

Die Biblioteca Classense ist die seit 1803 bestehende städtische Bibliothek von Ravenna (Via Baccarini 3) in der Region Emilia-Romagna. Sie geht auf die im 17. und 18. Jahrhundert entstandene Bibliothek der Kamaldulenser, deren Kloster im Zuge der napoleonischen Reformen aufgelöst wurde, zurück. Heute birgt sie etwa 800.000 Bände. Hinzu kommen etwa 750 Codices, die bis in das 10. Jahrhundert zurückreichen, sowie rund 800 Inkunabeln und mehr als 8.000 Cinquecentine, Drucke des 16. Jahrhunderts also.

## Geschichte
Unter Abt Pietro Canneti wurde in der Abtei von Classe im späteren 17. Jahrhundert eine große Bibliothek errichtet, nachdem Abt Marino Bonetti († 1664) bereits eine kleine Sammlung angelegt hatte. Nach der Auflösung des Klosters wurde daraus die Biblioteca Civica di Ravenna, also die kommunale Bibliothek. In der Classense wurden neben städtischen Beständen vor allem die Bestände der übrigen Klöster der Stadt gelagert. Zu diesen zählen Codices, Inkunabeln und Frühdrucke, Zimelien und Autographe, Musikhandschriften, grafische und Kartenwerke, Holzschnitte und Kupferstiche sowie Lithografien. Zu den kommunalen und monastischen Beständen kamen private Fondi, wie die des Architekten Camillo Morigia (1743–1795) oder die des Kunsthistorikers Corrado Ricci (1858–1934). Auch wurden Bestände erworben, wie die der Familie Spreti, deren Handschriften und sonstige Dokumente von erheblicher Bedeutung für die Geschichte und Kultur Ravennas sind. Hervorzuheben ist die Raccolta Dantesca von Leo Olschki, die umfassendste Sammlung, die dem Themenkreis um Dante Alighieri gewidmet ist.
Von den etwa 750 datierten Handschriften gehören 350 in die Zeit zwischen dem 10. und 16. Jahrhundert, hinzu kommen mehrere Tausend Manuskripte in den diversen buste, fascicoli und lettere. Weltbekannt ist die Aristophanes-Handschrift, die Abt Pietro Canneti 1712 in Pisa erwarb, das einzige Exemplar, das die elf überlieferten Komödien des Verfassers überliefert. Zahlreiche weitere Werke wurden von Canneti für die Libreria Camaldolese erworben. Zu den Inkunabeln zählen etwa De Oratore von Cicero, 1465 in Subiaco bei Conrad Sweynheym und Arnold Pannartz gedruckt, die erste Inkunabel Italiens. Ähnlich bedeutend ist die Naturalis historia von Plinius d. Ä., gedruckt in Venedig bei Johann von Speyer (Giovanni da Spira) im Jahre 1469, sowie die Hypnerotomachia Poliphili, ebenfalls in Venedig 1499 bei Aldo Manuzio gedruckt.
Daneben bestehen zahlreiche Manuskripte, die für die Geschichte Ravennas von größter Bedeutung sind, sowie Sammlungen, die auf Lord Byron (1788–1824), Teresa Gamba Guiccioli (1801–1873), Luigi Carlo Farini (1812–1866), Corrado Ricci (1858–1934), Luigi Rava (1860–1938), Santi Muratori (1874–1943), Manara Valgimigli (1876–1965) oder Eurialo De Michelis (1904–1990) zurückgehen.
Auch für die Geschichte der Kamaldulenser findet sich eine große Zahl an Druckwerken, aber auch Objekte, die für Liturgie von Bedeutung waren, sowie Kunstwerke bis hin zu Kartenspielen.
Wichtigster Katalog, da er ab 1878 umfassend angelegt wurde, ist immer noch der Catologo Antico mit seinen 61.500 schede, den der Vizebibliothekar Silvio Bernicoli angelegt hat. Seit 2003 entsteht eine digitale Version. Neben den üblichen Katalogen bestehen eigene Kataloge für die Manuskripte und die Inkunabeln sowie für kartografische Werke.
Die Bibliothek wird umfassend restauriert, wobei der ehemalige Klosterbezirk mit seiner nutzbaren Fläche von 28.000 m² integriert werden soll. Langjähriger Bibliothekar war Donatino Domini (1978–2011).